# Mongla
Mongla est une upazila dans le district de Bagerhat au Bangladesh ayant en 2011 plus de 136 588 habitants.